# Whetstone (Leicestershire)
Pour les articles homonymes, voir Whetstone (homonymie).
Whetstone est une paroisse civile et un village du Leicestershire, en Angleterre.

## Démographie
Selon une étude de 2021, le village contiendrait 7248 habitants.